# فرناندو فيغيروا
فرناندو فيغيروا (بالإسبانية: Fernando Figueroa)‏ (و. 1849 – 1919 م) هو سياسي من السلفادور ، نصب كرئيس للسلفادور من 1 آذار 1907 ولغاية 1 آذار 1911، حيث كان أخر حاكم عسكري للسلفادور منذ عام 1880
لديه ستة أبناء وعدة أحفاد اثنين من أحفاده أصبحا من الشخصيات المهمة في مجال السياسة،
الأول هو فابيو كاستيلو فيغيروا أحد القادة البارزين في الحركة اليسارية المنتشرة في ذلك الوقت 
و الثاني الفريدو افيلا فيغيروا أصغر رئيس بلدية لمدينة سان سلفادور ليترقى في وقت لاحق إلى حاكم مقاطعة سان سلفادور